# АЕС Чжанчжоу
Атомна електростанція Чжанчжоу (спрощ.: 漳州核电厂) це атомна електростанція, яка будується в місті Ліюй, округ Юньсяо, Чжанчжоу на узбережжі провінції Фуцзянь, на південному сході Китаю. Завод належить компанії CNNC Guodian Zhangzhou Energy Co. Ltd., заснованій у листопаді 2011 року, яка належить Китайській національній ядерній корпорації (51%) і China Guodian Corporation (49%). Спочатку CNNC планувала мати легководні реактори AP1000, але пізніше змінила плани на Хуалун 1.
Міністерство екології та навколишнього середовища Китаю видало ліцензії на будівництво енергоблоків 1 і 2 Чжанчжоу 9 жовтня 2019 року, а перший бетон для енергоблоку 1 було залито через тиждень, 16 жовтня.
14 вересня 2022 року Державна рада Китаю схвалила будівництво двох енергоблоків Хуалун 1 як Фазу II. Будівництво першого розпочали 22 лютого 2024 року.
Перший енергоблок запрацював 1 січня 2025 року, через 5,2 року після початку будівництва.

## Інформація про реактори
| Блок       | Тип      | Чиста потужність | Загальна потужність | Початок будівництва | Комерційна експлуатація | Зауваження   |
| ---------- | -------- | ---------------- | ------------------- | ------------------- | ----------------------- | ------------ |
| Черга I    |          |                  |                     |                     |                         |              |
| Чжанчжоу 1 | Хуалун 1 | 1126 МВт         | 1212 МВт            | 16 жовтня 2019      | 1 січня 2025            | [ 6 ]        |
| Чжанчжоу 2 | Хуалун 1 | 1126 МВт         | 1212 МВт            | 4 вересня 2020      | 2025                    | [ 7 ]        |
| Черга II   |          |                  |                     |                     |                         |              |
| Чжанчжоу 3 | Хуалун 1 | 1129 МВт         | 1214 МВт            | 22 лютого 2024      | 2029                    | [ 8 ]        |
| Чжанчжоу 4 | Хуалун 1 | 1129 МВт         | 1214 МВт            | 27 вересня 2024     |                         | [ 9 ] [ 10 ] |